# Nik & Jay

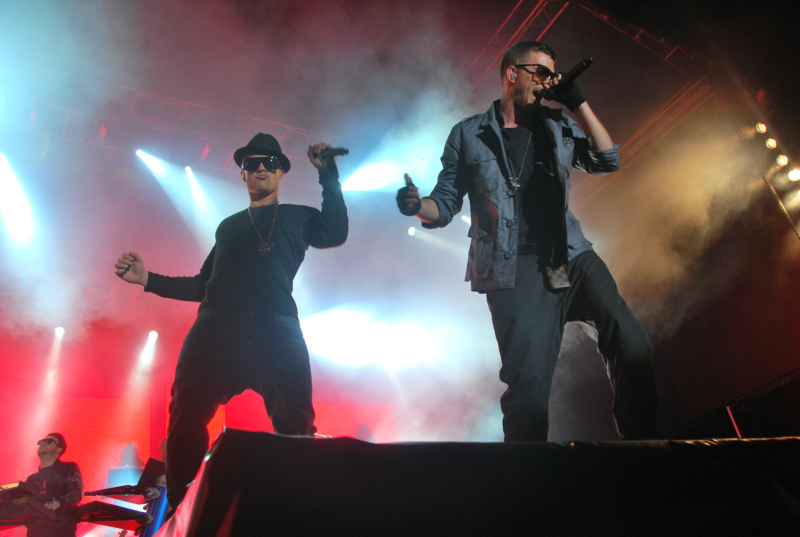
Nik & Jay op Vig Festival 2010. (Foto: Lars Schmidt)

Nik & Jay (spreek uit als Nik og Jay) vormen een R&B/pop duo uit Værløse, Denemarken. Ze rappen voornamelijk in het Deens.
In 2003 wonnen zij met hun single Hot! bij de Deense Music Awards de prijs als beste nieuwkomer.

## Discografie

### Albums
- 2002: Nik & Jay
- 2003: Det vi gør (dvd)
- 2004: 2
- 2006: 3: Fresh - Fri - Fly
- 2008: De Største including bonus tracks & Live-dvd, release: November, 20th
- 2011: Engle eller dæmoner (26-04-2011)
- 2013: United

### Singles
- 2002: Nik & Jay
- 2002: Hot! (#1 Deense danslijst)
- 2003: Elsker hende mere
- 2003: Ta' mig tilbage
- 2004: Pop-Pop!
- 2004: En dag tilbage
- 2004: Lækker (#1 Deense danslijst)
- 2005: Lækker (Remix)
- 2005: Kan du høre hende synge
- 2005: Strip
- 2005: Strip (Remix)
- 2006: Boing! (#1 Deense danslijst)
- 2006: Når Et Lys Slukkes
- 2006: Boing :) (Remix)
- 2006: I Love Ya (#4 Deense danslijst)
- 2006: I Love Ya (Remix)
- 2007: Et Sidste Kys (met Julie Berthelsen)
- 2007: Op På Hesten
- 2008: Kommer Igen (#1 Deense hitlijsten)
- 2008: Du Gør Mig Høj